# Voetbalelftal van de Duitse Democratische Republiek (mannen)
Het Voetbalelftal van de Duitse Democratische Republiek vertegenwoordigde de Duitse Democratische Republiek (DDR; informeel: Oost-Duitsland) bij internationale wedstrijden en competities van 1952 tot 1990.
Het Oost-Duitse team was niet zo succesvol als het West-Duitse, maar behaalde toch enkele successen. Er werden vier medailles behaald op de Olympische Spelen met een gouden plak in Montreal 1976. Ze stonden een keer op het WK, nota bene in buurland West-Duitsland in 1974. Op 22 juni 1974 kwamen op het WK in West-Duitsland het thuisland en Oost-Duitsland (de DDR) voor de eerste (en achteraf laatste) keer sportief tegenover elkaar te staan. Tegen alle verwachtingen wonnen de Oost-Duitsers met 1-0 door een doelpunt van Jürgen Sparwasser.
In 1989 viel de Berlijnse muur, eindigde de Koude Oorlog en werden West- en Oost-Duitsland herenigd.

## Geschiedenis

### 1952 - 1968 De beginjaren

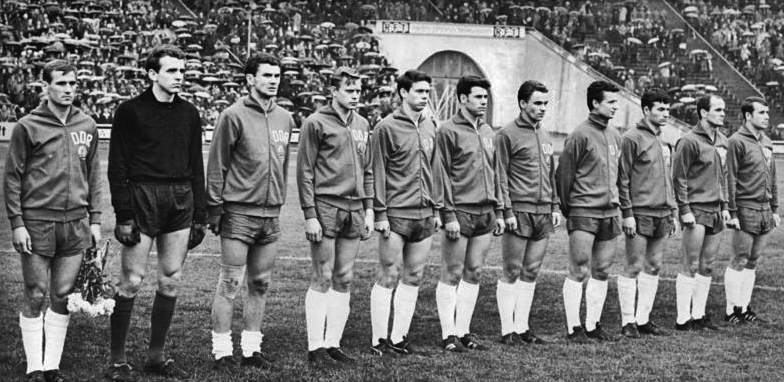
Elftal in 1968

In 1952 speelde Oost-Duitsland zijn eerste wedstrijd, het verloor met 2-0 van Polen. Voor het WK van 1958 schreef het zich voor de eerste keer, voor de wedstrijd tegen Wales waren 500.000 aanvragen, uiteindelijk volgden 120.000 mensen de wedstrijd. Oost-Duitsland won met 2-1, maar de andere drie wedstrijden in de kwalificatie gingen verloren, Tsjecho-Slowakije plaatste zich voor het WK. Ook de voorrondes van het EK van 1960 en het WK 1964 waren niet succesvol, voor het EK werd twee keer verloren van Portugal, voor het WK werd thuis gelijk gespeeld tegen Nederland, van Hongarije werd twee keer verloren. De uitwedstrijd tegen Nederland ging niet door, omdat de Oost-Duitse spelers geen visum kregen, de wedstrijd zou plaatsvinden vlak na het bouwen van de Berlijnse muur.
Voor het EK van 1964 deed Oost-Duitsland voor het eerst van zich spreken door verliezend finalist van het laatste WK Tsjecho-Slowakije uit te schakelen. Na een 2-1 zege in Oost-Berlijn werd er in Praag met 1-1 gelijk gespeeld, in de tweede voorronde was Hongarije te sterk. In de twee volgende cyclussen was Hongarije opnieuw te sterk, het eindigde wel boven Oostenrijk voor het WK 1966 en voor Nederland voor het EK 1968. De uitwedstrijd tegen Nederland werd verloren door een doelpunt van een nog jonge Johan Cruijff. Op de Olympische Spelen van 1964 boekte Oost-Duitsland zijn eerste succes, het won de bronzen medaille.

### 1968 - 1980 Jürgen Sparwasser schrijft historie

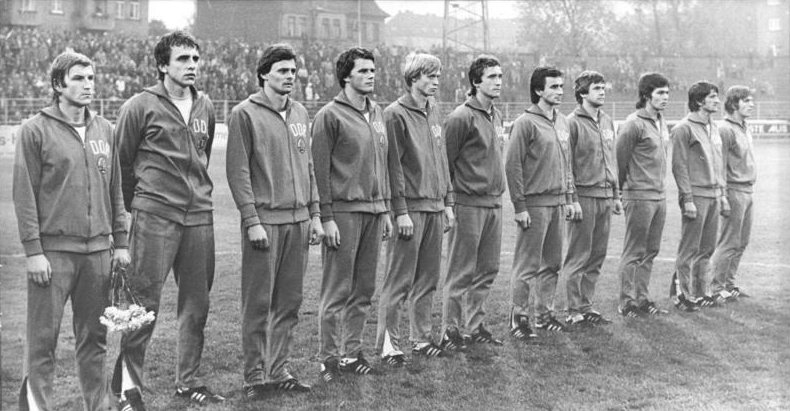
Elftal in 1978

#### 1968 - 1972
Oost-Duitsland groeide steeds meer uit tot een tegenstander om rekening mee te houden, van Wales werd twee keer gewonnen en door een late gelijkmaker van Luigi Riva werd de thuiswedstrijd tegen Italië net niet gewonnen. De beslissende wedstrijd in Napels werd een deceptie, in de eerste helft was de einduitslag al bereikt: 3-0. Voor het EK 1972 was de thuiswedstrijd tegen Joegoslavië noodlottig, voor 93.000 toeschouwers in Leipzig werd met 1-2 verloren. Oost-Duitsland eindigde met Nederland op de gedeelde derde plaats met twee punten achterstand op Joegoslavië. Wel was er succes op de Olympische Spelen, in 1972 eindigde de wedstrijd tegen de voetbalelftal van de Sovjet-Unie in een gelijkspel en beide teams kregen de bronzen medaille.

#### WK 1974

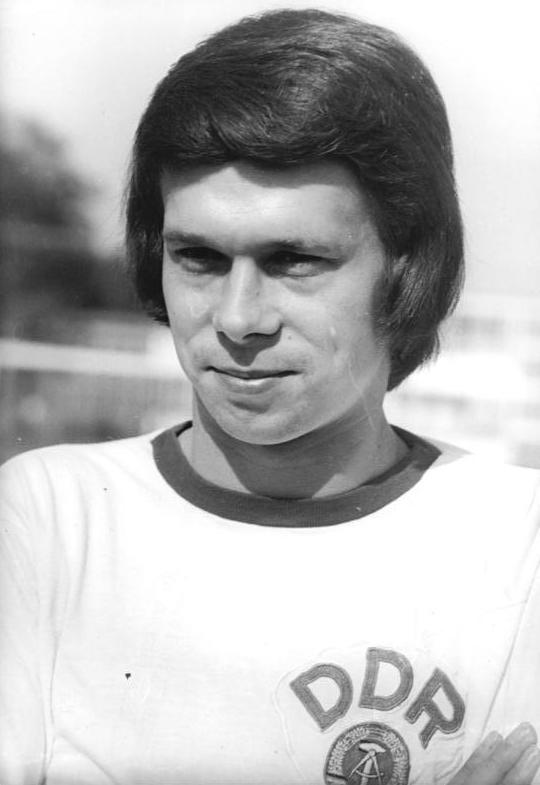
Jürgen Sparwasser

In 1973 plaatste Oost-Duitsland zich voor de eerste en laatste keer voor een WK, enige concurrent in zijn groep was Roemenië. Omdat Roemenië de thuiswedstrijd tegen de DDR met 1-0 won, maar gelijkspeelde tegen Finland was de wedstrijd in Leipzig beslissend. Oost-Duitsland won de wedstrijd dankzij twee doelpunten van verdediger en aanvoerder Bernd Bransch en na een 1-4 overwinning op Albanië konden de tickets besteld worden. Het WK werd gehouden in West-Duitsland en als klap op de vuurpijl zaten West en Oost samen in de groep. Oost-Duitsland won met 2-0 van Australië, speelde gelijk tegen Chili en voor de wedstrijd tegen hun bloedverwanten waren beide landen al zeker voor plaatsing naar de volgende ronde. Er stond dus niets op het spel, maar de prestige was hoog, Oost-Duitsland beperkte zich tot verdedigen en bij een uitval zorgde Jürgen Sparwasser voor het winnende doelpunt. Oost-Duitsland werd groepswinnaar, maar was kansloos in de tweede ronde met nederlagen tegen Brazilië (1-0), Nederland (2-0) en een gelijkspel tegen Argentinië. West-Duitsland zou door de nederlaag tegen de DDR in een minder sterke groep terechtkomen, de finale halen en deze winnen van Nederland. Door de overwinning op het Westen was het toernooi voor de communistische regering meer dan geslaagd en Sparwasser werd een nationale held. Al op zijn 29e kon hij niet meer voetballen, raakte in onmin met het regime en vluchtte in 1988 naar het Westen.

#### 1974 - 1978
In de kwalificatie om het EK te halen leverde de DDR een wanprestatie door drie punten te verspelen tegen IJsland (1-1 in Magdeburg, 2-1 nederlaag in Reykjavik). Uiteindelijk kwam Oost-Duitsland één punt tekort ten opzichte van België om zich te kwalificeren. In 1976 werd Oost-Duitsland wel olympisch kampioen door met 3-1 van Polen te winnen. Oost-Duitsland stond in de kwalificatie voor het WK van 1978 meteen op een achterstand door met 1-1 gelijk te spelen tegen Turkije. De DDR moest nu zijn voordeel halen in de wedstrijden tegen de enige concurrent Oostenrijk, maar door twee keer met 1-1 gelijk te spelen moest de DDR zonder een wedstrijd te verliezen thuisblijven.

#### EK 1980
In de kwalificatie moest Oost-Duitsland het opnemen tegen twee van de sterkste Europese landen van het moment, Polen en vicewereldkampioen Nederland. De eerste wedstrijd van importantie ging met 3-0 verloren tegen Nederland, maar het team pakte drie punten in de wedstrijden tegen Polen. De wedstrijd tegen Nederland was nu beslissend, bij winst zou Oost-Duitsland voor de eerste keer het EK halen. Voor liefst 92.000 toeschouwers was de stand na 33 minuten 2-0 voor Oost-Duitsland. De wedstrijd kantelde, nadat zowel Tscheu La Ling en Konrad Weise uit het veld werden gestuurd. Vlak voor rust maakte Nederland de aansluitingstreffer en in de tweede helft sloeg Nederland toe: 2-3. Het vierjaarlijkse Oost-Europese onderonsje bij de Olympische Spelen leverde opnieuw een finale-plaats op, in de finale werd met 1-0 verloren van Tsjecho-Slowakije. Het was het laatste jaar dat de Oost-Europese staatsamateurs het toernooi overheersten en ook het laatste internationale toernooi van de DDR.

### 1980 - 1990 Laatste decennium weinig succesvol
Om het WK van 1982 te halen streed Oost-Duitsland met Polen om één ticket in de kwalificatie. De uitwedstrijd tegen Polen ging met 1-0 verloren en er moest gewonnen worden in Leipzig om de kansen nog levend te houden. Na 6 minuten stond Polen al met 0-2 voor en de eindstand was uiteindelijk 2-3 voor de Polen. Het EK van 1984 was al snel hopeloos, de eerste drie van de zes wedstrijden werden verloren, Oost-Duitsland eindigde op de derde plaats achter België en Zwitserland. Voor het WK van 1986 werden in de eerste vier wedstrijden werden er drie verloren, thuis tegen Joegoslavië en uit tegen Frankrijk en Bulgarije. In de inhaalrace werd van deze landen gewonnen, vooral de 2-0 zege op Europees kampioen Frankrijk was een goed resultaat, maar uiteindelijk kwam de DDR één punt tekort tegen de Fransen en Bulgaren. Loting voor het EK 1988 was pittig met de Sovjet-Unie en titelverdediger Frankrijk als tegenstanders. De achterstand op de Sovjet-Unie was op de voorlaatste speeldag twee punten en in de thuiswedstrijd kon het recht gezet worden. Ulf Kirsten zorgde voor een voorsprong, maar tien minuten voor tijd dompelde Sergej Alejnikov de Duitsers in rouw.

#### WK 1990

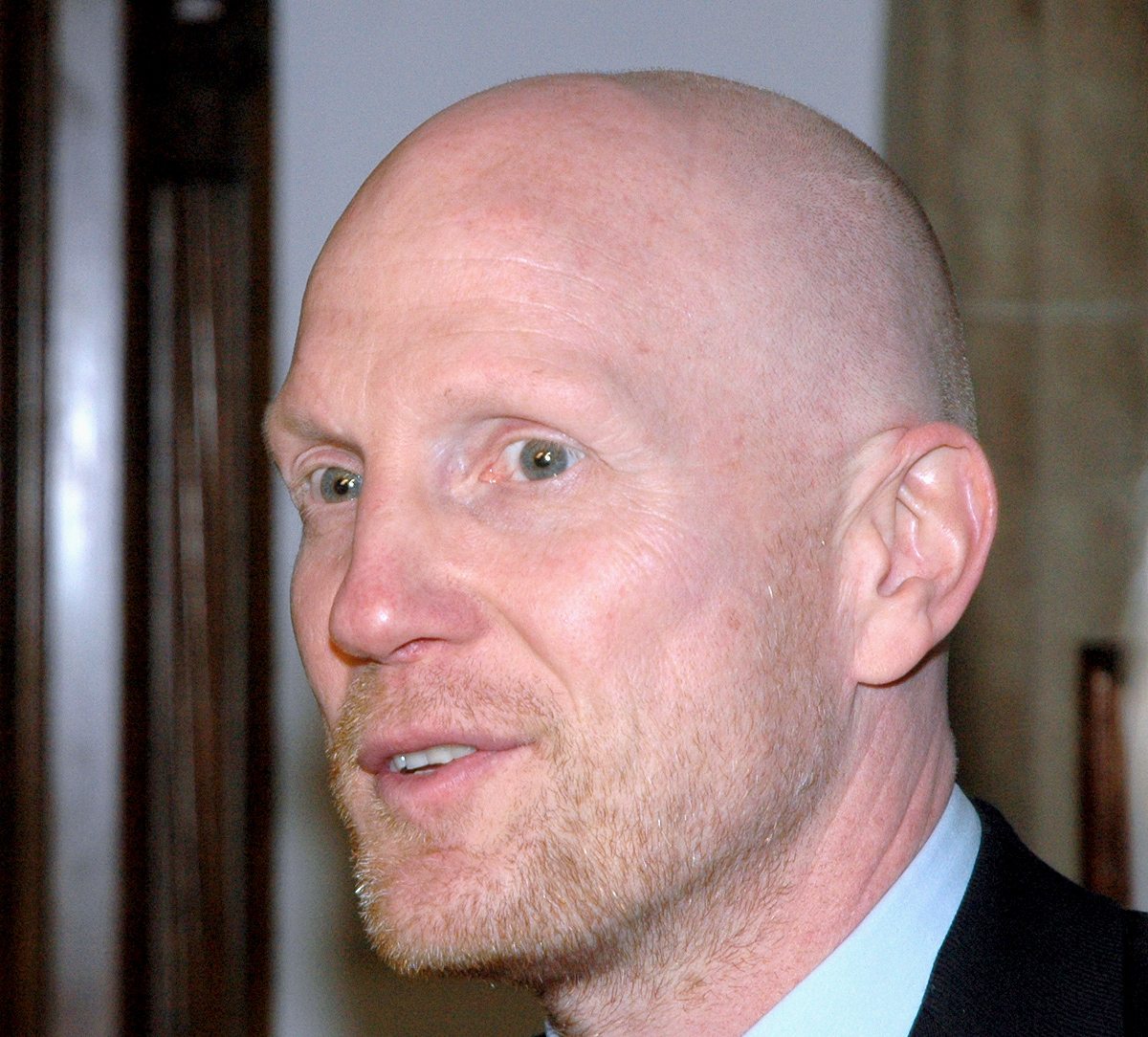
Matthias Sammer

Oost-Duitsland streed met Oostenrijk en Turkije om een ticket voor het WK van 1990 achter de Sovjet-Unie, de start was weer catastrofaal met twee nederlagen tegen het al jaren niets presterende Turkije en een 3-0 nederlaag tegen de Sovjet-Unie. Op de voorlaatste speeldag won de DDR met 2-1 van de Sovjet-Unie, het winnende doelpunt werd gescoord door Matthias Sammer. Op de laatste speeldag hadden Turkije, Oost-Duitsland en Oostenrijk allemaal zeven punten uit zeven wedstrijden, aangezien Turkije met 2-0 verloor van de Sovjet-Unie was een gelijkspel van Oost-Duitsland tegen Oostenrijk genoeg om het WK te halen, het doelsaldo was beter. Een week voor de wedstrijd viel de Berlijnse muur, Oost-Duitsers waren vrij te reizen en vele Trabantjes maakten de weg naar Wenen. De omwenteling bracht ook onrust mee, vele makelaars waren in het Oost-Duitse hotel om voetballers te contracteren, de concentratie op de wedstrijd was verstoord. Toni Polster scoorde al na twee minuten de 1-0 en hij scoorde alle doelpunten in de met 3-0 verloren wedstrijd.
Uns gegen uns, de verbijstering was groot, toen Oost- en West-Duitsland elkaar lootten voor het EK van 1992. Er werden gedurende het jaar stappen genomen de beide Duitslanden te herenigen en op 3 oktober was er voor het eerst na de Tweede Wereldoorlog een herenigd Duitsland. De eerste geplande wedstrijd voor de voorronde van het EK werd nu een vriendschappelijke wedstrijd, in Brussel won Oost-Duitsland met 0-2 door twee doelpunten van Sammer. Een geplande interland tussen West en Oost in Leipzig ging niet door vanwege de angst voor rellen. Na de hereniging maakten Mathias Sammer. Thomas Doll, Ulf Kirsten en Andreas Thom de overstap naar het Duitse nationale team, Sammer veroverde in 1996 de Europese titel en werd Europees voetballer van het jaar.

## Deelnames aan internationale toernooien

### Wereldkampioenschap
| Wereldkampioenschap voetbal | Wereldkampioenschap voetbal | Wereldkampioenschap voetbal | Wereldkampioenschap voetbal | Wereldkampioenschap voetbal | Wereldkampioenschap voetbal | Wereldkampioenschap voetbal | Wereldkampioenschap voetbal | Wereldkampioenschap voetbal | Wereldkampioenschap voetbal |
| Jaar                        | Ronde                       | Wed.                        | W                           | G                           | V                           | DV                          | DT                          | Kwal                        |                             |
| --------------------------- | --------------------------- | --------------------------- | --------------------------- | --------------------------- | --------------------------- | --------------------------- | --------------------------- | --------------------------- | --------------------------- |
| 1930–1938                   | Bij Duitsland               | Bij Duitsland               | Bij Duitsland               | Bij Duitsland               | Bij Duitsland               | Bij Duitsland               | Bij Duitsland               | Bij Duitsland               |                             |
| 1950                        | Geen deelname               | Geen deelname               | Geen deelname               | Geen deelname               | Geen deelname               | Geen deelname               | Geen deelname               | Geen deelname               |                             |
| 1954                        | Geen deelname               | Geen deelname               | Geen deelname               | Geen deelname               | Geen deelname               | Geen deelname               | Geen deelname               | Geen deelname               |                             |
| 1958                        | Niet gekwalificeerd         | Niet gekwalificeerd         | Niet gekwalificeerd         | Niet gekwalificeerd         | Niet gekwalificeerd         | Niet gekwalificeerd         | Niet gekwalificeerd         | Niet gekwalificeerd         |                             |
| 1962                        | Niet gekwalificeerd         | Niet gekwalificeerd         | Niet gekwalificeerd         | Niet gekwalificeerd         | Niet gekwalificeerd         | Niet gekwalificeerd         | Niet gekwalificeerd         | Niet gekwalificeerd         |                             |
| 1966                        | Niet gekwalificeerd         | Niet gekwalificeerd         | Niet gekwalificeerd         | Niet gekwalificeerd         | Niet gekwalificeerd         | Niet gekwalificeerd         | Niet gekwalificeerd         | Niet gekwalificeerd         |                             |
| 1970                        | Niet gekwalificeerd         | Niet gekwalificeerd         | Niet gekwalificeerd         | Niet gekwalificeerd         | Niet gekwalificeerd         | Niet gekwalificeerd         | Niet gekwalificeerd         | Niet gekwalificeerd         |                             |
| 1974                        | Tweede ronde                | 6                           | 2                           | 2                           | 2                           | 5                           | 5                           | (Kwal.)                     |                             |
| 1978                        | Niet gekwalificeerd         | Niet gekwalificeerd         | Niet gekwalificeerd         | Niet gekwalificeerd         | Niet gekwalificeerd         | Niet gekwalificeerd         | Niet gekwalificeerd         | Niet gekwalificeerd         |                             |
| 1982                        | Niet gekwalificeerd         | Niet gekwalificeerd         | Niet gekwalificeerd         | Niet gekwalificeerd         | Niet gekwalificeerd         | Niet gekwalificeerd         | Niet gekwalificeerd         | Niet gekwalificeerd         |                             |
| 1986                        | Niet gekwalificeerd         | Niet gekwalificeerd         | Niet gekwalificeerd         | Niet gekwalificeerd         | Niet gekwalificeerd         | Niet gekwalificeerd         | Niet gekwalificeerd         | Niet gekwalificeerd         |                             |
| 1990                        | Niet gekwalificeerd         | Niet gekwalificeerd         | Niet gekwalificeerd         | Niet gekwalificeerd         | Niet gekwalificeerd         | Niet gekwalificeerd         | Niet gekwalificeerd         | Niet gekwalificeerd         |                             |

### Europees kampioenschap
| 1960 | Niet gekwalificeerd            | Niet gekwalificeerd            | Niet gekwalificeerd            | Niet gekwalificeerd            | Niet gekwalificeerd            | Niet gekwalificeerd            | Niet gekwalificeerd            |
| 1964 | Niet gekwalificeerd            | Niet gekwalificeerd            | Niet gekwalificeerd            | Niet gekwalificeerd            | Niet gekwalificeerd            | Niet gekwalificeerd            | Niet gekwalificeerd            |
| 1968 | Niet gekwalificeerd            | Niet gekwalificeerd            | Niet gekwalificeerd            | Niet gekwalificeerd            | Niet gekwalificeerd            | Niet gekwalificeerd            | Niet gekwalificeerd            |
| 1972 | Niet gekwalificeerd            | Niet gekwalificeerd            | Niet gekwalificeerd            | Niet gekwalificeerd            | Niet gekwalificeerd            | Niet gekwalificeerd            | Niet gekwalificeerd            |
| 1976 | Niet gekwalificeerd            | Niet gekwalificeerd            | Niet gekwalificeerd            | Niet gekwalificeerd            | Niet gekwalificeerd            | Niet gekwalificeerd            | Niet gekwalificeerd            |
| 1980 | Niet gekwalificeerd            | Niet gekwalificeerd            | Niet gekwalificeerd            | Niet gekwalificeerd            | Niet gekwalificeerd            | Niet gekwalificeerd            | Niet gekwalificeerd            |
| 1984 | Niet gekwalificeerd            | Niet gekwalificeerd            | Niet gekwalificeerd            | Niet gekwalificeerd            | Niet gekwalificeerd            | Niet gekwalificeerd            | Niet gekwalificeerd            |
| 1988 | Niet gekwalificeerd            | Niet gekwalificeerd            | Niet gekwalificeerd            | Niet gekwalificeerd            | Niet gekwalificeerd            | Niet gekwalificeerd            | Niet gekwalificeerd            |
| 1992 | Teruggetrokken (na hereniging) | Teruggetrokken (na hereniging) | Teruggetrokken (na hereniging) | Teruggetrokken (na hereniging) | Teruggetrokken (na hereniging) | Teruggetrokken (na hereniging) | Teruggetrokken (na hereniging) |

## Bekende spelers
- Bernd Bransch
- Thomas Doll
- Hans-Jürgen Dörner
- Ulf Kirsten
- Matthias Sammer
- Jürgen Sparwasser
- Rico Steinmann
- Joachim Streich
- Eberhard Vogel

## Bondscoaches
| Naam           | Van               | Tot               | Interlands | W | G | V |
| -------------- | ----------------- | ----------------- | ---------- | - | - | - |
| Willi Oelgardt | 21 september 1952 | 14 juni 1953      | 3          | 0 | 1 | 2 |
| Hans Siegert   | 8 mei 1954        | 24 oktober 1954   | 3          | 0 | 0 | 3 |
| János Gyarmati | 18 september 1955 | 27 oktober 1957   | 10         | 6 | 0 | 4 |
| Fritz Gödicke  | 4 mei 1958        | 28 juni 1959      | 10         | 2 | 4 | 4 |
| Heinz Krügel   | 12 augustus 1959  | 16 april 1961     | 8          | 4 | 0 | 4 |
| Károly Sós     | 14 mei 1961       | 18 november 1967  | 43         |   |   |   |
| Harald Seeger  | 6 december 1967   | 19 december 1969  | 12         |   |   |   |
| Georg Buschner | 16 mei 1970       | 11 november 1981  | 114        |   |   |   |
| Rudolf Krause  | 26 januari 1982   | 24 augustus 1983  | 19         |   |   |   |
| Bernd Stange   | 12 oktober 1983   | 30 november 1988  | 53         |   |   |   |
| Manfred Zapf   | 13 februari 1989  | 20 mei 1989       | 6          | 1 | 2 | 3 |
| Eduard Geyer   | 23 augustus 1989  | 12 september 1990 | 12         | 8 | 2 | 2 |

## Statistieken
| Tegenstander                  | Wed. | W  | G | V | DV | DT | DS  |
| ----------------------------- | ---- | -- | - | - | -- | -- | --- |
| Albanië → (details)           | 3    | 2  | 1 | 0 | 7  | 2  | +5  |
| Algerije → (details)          | 4    | 3  | 1 | 0 | 14 | 4  | +10 |
| Argentinië → (details)        | 2    | 0  | 1 | 1 | 1  | 0  | +1  |
| Australië → (details)         | 1    | 1  | 0 | 0 | 2  | 0  | +2  |
| België → (details)            | 8    | 3  | 2 | 3 | 7  | 8  | –1  |
| Brazilië → (details)          | 4    | 0  | 1 | 3 | 4  | 10 | –6  |
| Bulgarije → (details)         | 18   | 4  | 8 | 6 | 22 | 22 | 0   |
| Canada → (details)            | 3    | 3  | 0 | 0 | 12 | 1  | +11 |
| Chili → (details)             | 3    | 1  | 1 | 1 | 6  | 4  | +2  |
| Colombia → (details)          | 1    | 1  | 0 | 0 | 2  | 0  | +2  |
| Cuba → (details)              | 1    | 1  | 0 | 0 | 5  | 0  | +5  |
| Denemarken → (details)        | 6    | 2  | 2 | 2 | 10 | 10 | 0   |
| Ecuador → (details)           | 2    | 1  | 1 | 0 | 4  | 3  | +1  |
| Egypte → (details)            | 5    | 5  | 0 | 0 | 22 | 1  | +21 |
| Engeland → (details)          | 4    | 0  | 1 | 3 | 3  | 7  | –4  |
| Finland → (details)           | 7    | 4  | 1 | 2 | 21 | 8  | +13 |
| Frankrijk → (details)         | 7    | 3  | 2 | 2 | 7  | 8  | –1  |
| Ghana → (details)             | 2    | 1  | 0 | 1 | 4  | 3  | +1  |
| Griekenland → (details)       | 8    | 6  | 0 | 2 | 12 | 7  | +5  |
| Guinee → (details)            | 1    | 1  | 0 | 0 | 3  | 2  | +1  |
| Hongarije → (details)         | 16   | 4  | 4 | 8 | 17 | 25 | –8  |
| IJsland → (details)           | 11   | 9  | 1 | 1 | 26 | 5  | +21 |
| Indonesië → (details)         | 2    | 1  | 1 | 0 | 5  | 3  | +2  |
| Irak → (details)              | 5    | 1  | 3 | 1 | 8  | 4  | +4  |
| Italië → (details)            | 4    | 1  | 2 | 1 | 3  | 5  | –2  |
| Joegoslavië → (details)       | 6    | 1  | 2 | 3 | 8  | 11 | –3  |
| Koeweit → (details)           | 1    | 1  | 0 | 0 | 2  | 1  | +1  |
| Luxemburg → (details)         | 5    | 5  | 0 | 0 | 18 | 2  | +16 |
| Mali → (details)              | 1    | 1  | 0 | 0 | 2  | 1  | +1  |
| Malta → (details)             | 5    | 5  | 0 | 0 | 21 | 2  | +19 |
| Mexico → (details)            | 4    | 2  | 2 | 0 | 5  | 3  | +2  |
| Marokko → (details)           | 4    | 1  | 0 | 3 | 5  | 8  | –3  |
| Myanmar → (details)           | 1    | 1  | 0 | 0 | 5  | 1  | +4  |
| Nederland → (details)         | 9    | 2  | 1 | 6 | 10 | 17 | –7  |
| Noorwegen → (details)         | 7    | 5  | 1 | 1 | 15 | 8  | +7  |
| Oostenrijk → (details)        | 6    | 1  | 4 | 1 | 5  | 7  | –2  |
| Polen → (details)             | 19   | 6  | 4 | 9 | 27 | 26 | +1  |
| Portugal → (details)          | 3    | 1  | 0 | 2 | 5  | 6  | –1  |
| Roemenië → (details)          | 18   | 10 | 3 | 5 | 31 | 23 | +8  |
| Schotland → (details)         | 6    | 3  | 1 | 2 | 4  | 6  | +2  |
| Sovjet-Unie → (details)       | 14   | 4  | 4 | 6 | 15 | 21 | –6  |
| Spanje → (details)            | 3    | 1  | 2 | 0 | 1  | 0  | +1  |
| Sri Lanka → (details)         | 1    | 1  | 0 | 0 | 12 | 1  | +11 |
| Tsjecho-Slowakije → (details) | 15   | 7  | 4 | 4 | 19 | 19 | 0   |
| Tunesië → (details)           | 4    | 4  | 0 | 0 | 11 | 0  | +11 |
| Turkije → (details)           | 5    | 1  | 1 | 3 | 5  | 10 | –5  |
| Uruguay → (details)           | 6    | 3  | 2 | 1 | 7  | 4  | +3  |
| Verenigde Staten → (details)  | 1    | 1  | 0 | 0 | 3  | 2  | +1  |
| Wales → (details)             | 4    | 3  | 0 | 1 | 8  | 7  | +1  |
| West-Duitsland → (details)    | 1    | 1  | 0 | 0 | 1  | 0  | +1  |
| Zweden → (details)            | 5    | 3  | 1 | 1 | 8  | 4  | +4  |
| Zwitserland → (details)       | 5    | 4  | 1 | 0 | 13 | 3  | +10 |